# Porky légionnaire
Pour plus de détails, voir Fiche technique et Distribution.
Porky légionnaire (Little Beau Porky) est un court métrage d'animation de la série américaine Looney Tunes réalisé par Frank Tashlin, produit par les Leon Schlesinger Productions et sorti en 1936.

## Synopsis
Porky Pig, ici un légionnaire de la Légion étrangère, doit garder une forteresse de cette dernière après que le commandant ait reçu un télégramme de la part d'un messager en piteux état disant qu'Ali Mode ainsi que sa bande de voleurs ont attaqué et s'apprêtent à attaquer le forteresse. Porky, sous-estimé par son commandant, reste donc avec un chameau dans le bâtiment. Ali Mode, ayant piégé tous les autres soldats, essaie d'ouvrir la porte du bâtiment. Porky refusant de lui ouvrir, Ali appelle sa bande pour attaquer la forteresse. Porky vainc tous les voleurs, et le chameau, lui, envoie Ali avec ses bosses dans un tonneau de sirop du Caire. Porky et son chameau, en guise de récompense, deviennent commandants.